# The Beatles' Long Tall Sally
Pour les articles homonymes, voir Long Tall Sally (homonymie).
Albums nord-américains des Beatles
The Beatles' Second Album
(1964) A Hard Day's Night
(1964)
Albums canadiens des Beatles
Twist and Shout
(1964) Very Together
(1969)
The Beatles' Long Tall Sally est un album du groupe britannique The Beatles publié le 27 avril 1964. C'est le troisième et dernier disque publié exclusivement pour le marché canadien par le label Capitol Records of Canada.

## Publication
Contrairement aux deux autres éditions canadiennes qui contiennent quatorze chansons, ce disque n'en compte que douze incluant Devil in Her Heart, Roll Over Beethoven, You've Really Got a Hold on Me et Please Mr. Postman qui avaient déjà été placées sur Beatlemania! With the Beatles, le premier album canadien. The Beatles' Long Tall Sally emprunte le titre du maxi qui sera publié en juin et contient deux titres de celui-ci (I Call Your Name et la chanson éponyme). On y retrouve aussi I Saw Her Standing There et Misery, les deux chansons de Please Please Me exclues du disque canadien précédent. (Misery sera donc longtemps inédite en Amérique du Nord sur ce 33-tours car le label Capitol tardera à la publier aux États-Unis dans ce format). Toutes les autres chansons sont tirées des singles britanniques. Paul White, responsable du département Artists and Repertoire de Capitol Records of Canada a produit les trois albums canadiens en utilisant les mixages d'origine des publications britanniques
La pochette est sensiblement la même que celle du disque américain The Beatles' Second Album paru deux semaines plus tôt. Le verbiage commercial est remplacé par cette liste de chansons : « I Want To Hold Your Hand, I Saw Her Standing There, This Boy, You Can't Do That, Misery and others  ». Les chansons originales sont presque toutes signées « Lennon/McCartney ». Curieusement, des deux pistes tirées du disque Please Please Me qui étaient originellement créditées à « McCartney/Lennon », seule I Saw Her Standing There utilise cette nomenclature.
Ce disque, comme toutes les autres éditions canadiennes, disparaîtra du marché lorsqu'en 1967, Capitol Records rééditera toutes les versions américaines de ses albums pour le marché nord-américain. Mais, dans les années 1970, une réédition stéréo des trois disques canadiens verra le jour,,.

## Liste des chansons
Les auteurs sont présentés tels qu'ils sont écrits sur les étiquettes de l'édition originelle; dans le cas d'une reprise, le nom de l'interprète original est inscrit à côté du titre. Les symboles représentent la publication d'origine des chansons : ‡ Album Please Please Me, ß Album With the Beatles (qui paraissait déjà dans Beatlemania! With the Beatles), Єᑭ maxi Long Tall Sally, ƒA - ƒB Face A ou B d'un 45 tours.
| 1. | I Want To Hold Your Hand ƒA                     | Lennon – McCartney | John Lennon, Paul McCartney | 2:54 |
| 2. | I Saw Her Standing There ‡                      | McCartney – Lennon | Paul McCartney              | 2:52 |
| 3. | You've Really Got a Hold on Me ß (The Miracles) | W. Robinson        | John Lennon                 | 3:01 |
| 4. | Devil in Her Heart ß (The Donays)               | Drapkin            | George Harrison             | 2:25 |
| 5. | Roll Over Beethoven ß                           | Chuck Berry        | George Harrison             | 2:45 |
| 6. | Misery ‡                                        | Lennon – McCartney | John Lennon, Paul McCartney | 1:47 |

| 7.  | Long Tall Sally Єᑭ                     | E. Johnson (de)    | Paul McCartney                               | 2:10 |
| 8.  | I Call Your Name Єᑭ                    | Lennon – McCartney | John Lennon                                  | 2:52 |
| 9.  | Please Mr. Postman ß (The Marvelettes) | Holland            | John Lennon                                  | 2:34 |
| 10. | This Boy ƒB                            | Lennon – McCartney | Paul McCartney, John Lennon, George Harrison | 2:13 |
| 11. | I'll Get You ƒB                        | Lennon – McCartney | John Lennon, Paul McCartney                  | 2:05 |
| 12. | You Can't Do That ƒB                   | Lennon – McCartney | John Lennon                                  | 3:37 |